# Orlando Quevedo

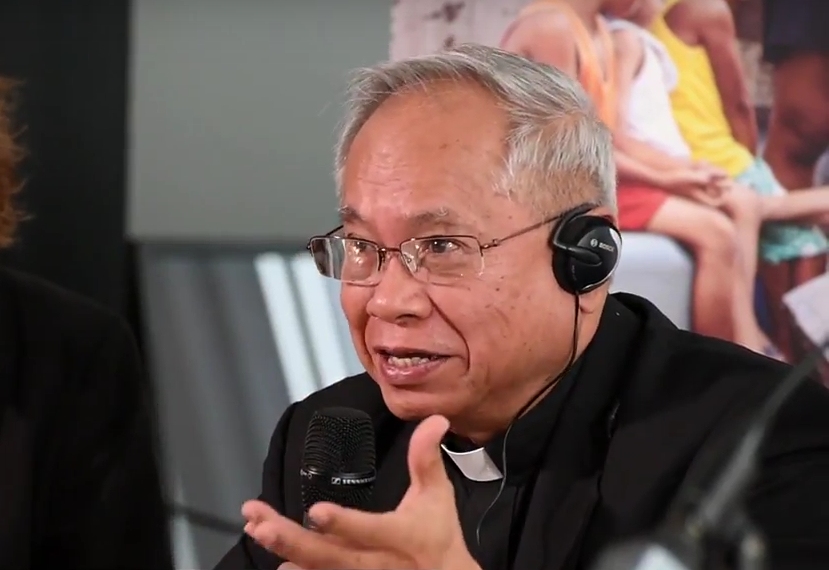
Orlando Kardinal Quevedo (2016)

Kardinalswappen

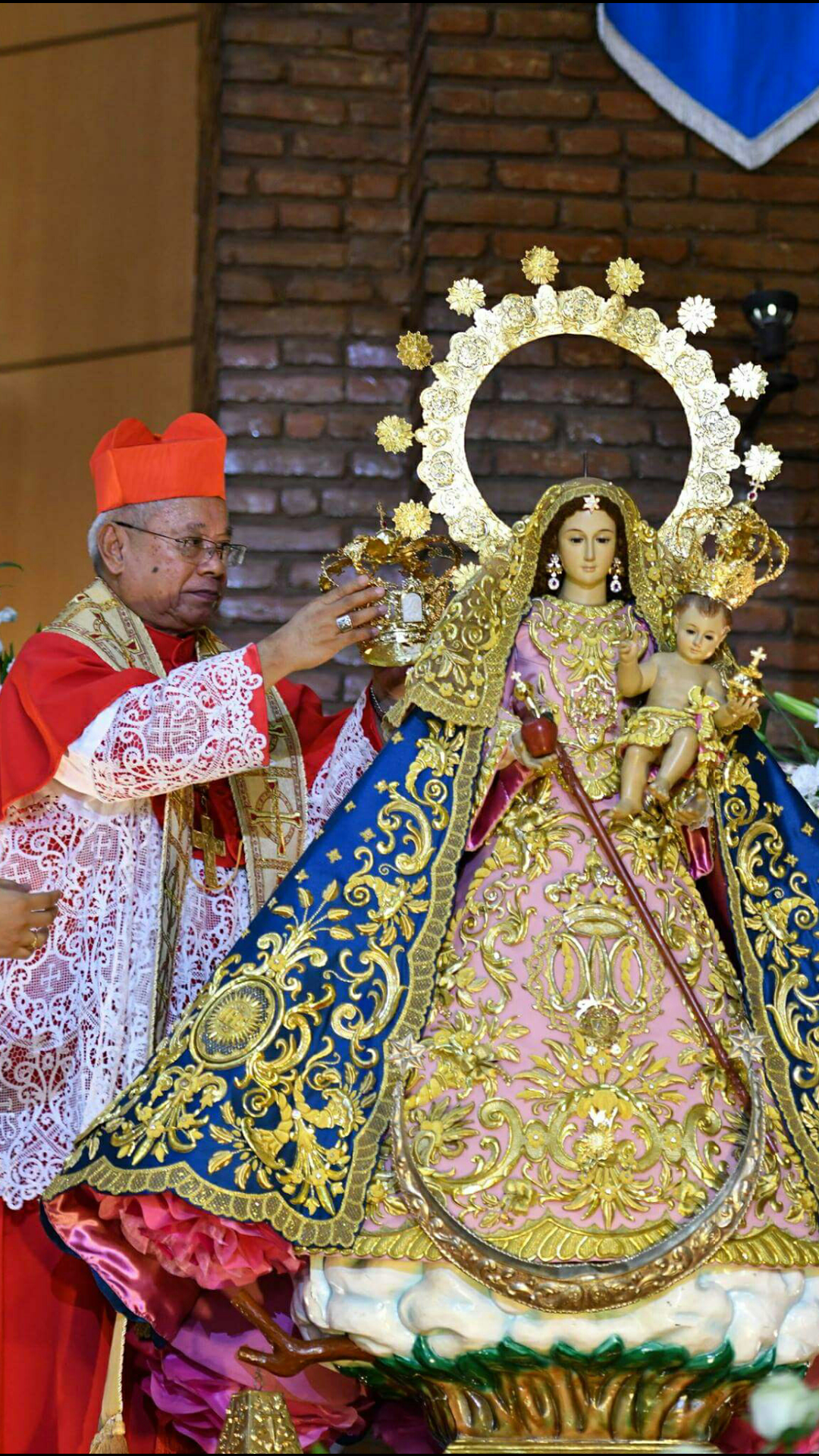
Krönung der Marienstatue Unserer Lieben Frau von Aranzazu durch Kardinal Quevedo (2017)

Orlando Beltran Kardinal Quevedo OMI (* 11. März 1939 in Laoag) ist emeritierter römisch-katholischer Erzbischof von Cotabato auf den Philippinen.

## Leben
Orlando Quevedo, Sohn eines Lehrerpaares, trat 1954 der Gemeinschaft der Oblaten der Unbefleckten Jungfrau Maria bei und empfing am 5. Juni 1964 das Sakrament der Priesterweihe. Von 1965 bis 1966 war er Studiendekan am Priesterseminar von Cotabato, ehe er in selber Funktion zur Universität von Cotabato City wechselte. Von 1970 bis 1976 war Quevedo deren Präsident.
Papst Johannes Paul II. ernannte ihn am 23. Juli 1980 zum Prälaten der Territorialprälatur Kidapawan. Die Bischofsweihe spendete ihm der Apostolische Nuntius auf den Philippinen, Erzbischof Bruno Torpigliani, am 28. Oktober desselben Jahres. Mitkonsekratoren waren der Erzbischof von Cotabato, Philip Francis Smith, und der Prälat von Ipil, Federico O. Escaler SJ.
Mit der Erhebung der Territorialprälatur zum Bistum Kidapawan am 15. November 1982 wurde Quevedo dessen erster Bischof. Am 22. März 1986 ernannte ihn Papst Johannes Paul II. zum Erzbischof von Nueva Segovia. Am 30. Mai 1998 folgte die Ernennung zum Erzbischof von Cotabato. Von 1999 bis 2003 war Quevedo Präsident der philippinischen Bischofskonferenz. 2005 wurde er Generalsekretär der Föderation der asiatischen Bischofskonferenzen, was er bis 2011 blieb.
2008 war er Mitglied der 12. Ordentlichen Generalversammlung und 2009 der 2. Sonderversammlung für Afrika der Bischofssynode. Im feierlichen Konsistorium vom 22. Februar 2014 nahm ihn Papst Franziskus als Kardinalpriester mit der Titelkirche Santa Maria Regina Mundi a Torre Spaccata in das Kardinalskollegium auf.
Am 6. November 2018 nahm Papst Franziskus das von Orlando Quevedo aus Altersgründen vorgebrachte Rücktrittsgesuch an.

## Mitgliedschaften
Kardinal Quevedo war Mitglied folgender Einheiten der Römischen Kurie:
- Päpstlicher Rat für Gerechtigkeit und Frieden (seit 2014)[5]
- Päpstlicher Rat für den Interreligiösen Dialog (seit 2014)[5]